# Mirosław Olszówka
Mirosław „Kiton” Olszówka (ur. 22 kwietnia 1960, zm. 30 listopada 2010) – polski aktor, mim, reżyser, współtwórca Teatru Scena Ruchu, menadżer Voo Voo i Osjan, producent widowisk i koncertów, dyrektor Międzynarodowego Festiwalu Strefa Inne Brzmienia.

## Życiorys
W połowie lat 90. XX wieku jako pierwszy zorganizował imprezy artystyczne na zamku, w spichlerzu i stodole – odrestaurowanych obiektach zamku w Janowcu. Organizował również pierwsze bale, po ponad 200 latach od ostatniego, które się odbywały na janowieckim zamku. Jako pierwszy robił pokazy sztucznych ogni z zamku w Sylwestra (pierwszy bal i pokaz w 2000 roku); jest to już cykliczna impreza, w której uczestniczą mieszkańcy Janowca, oglądając fajerwerki z rynku.
Przez wiele lat organizował znaczące cykliczne wydarzenia artystyczne: „Majówkę Teatralną”, „Sobótkę na Zamku w Janowcu”, „Widowisko Światło i Dźwięk na Zamku w Janowcu”, „Janowieckie Zamkowe Spotkania Kabaretowe”, „Land Art” – największy obraz ziemny w Europie (znajdujący się na „Cyplu” w Janowcu), i przez kilka lat koncerty zespołu Voo Voo.
Zmarł wskutek ciężkiej choroby, nie doczekawszy przeszczepu wątroby. Pochowany w kolumbarium części komunalnej cmentarza przy ul. Lipowej w Lublinie (kwatera P3AZ-V-1).

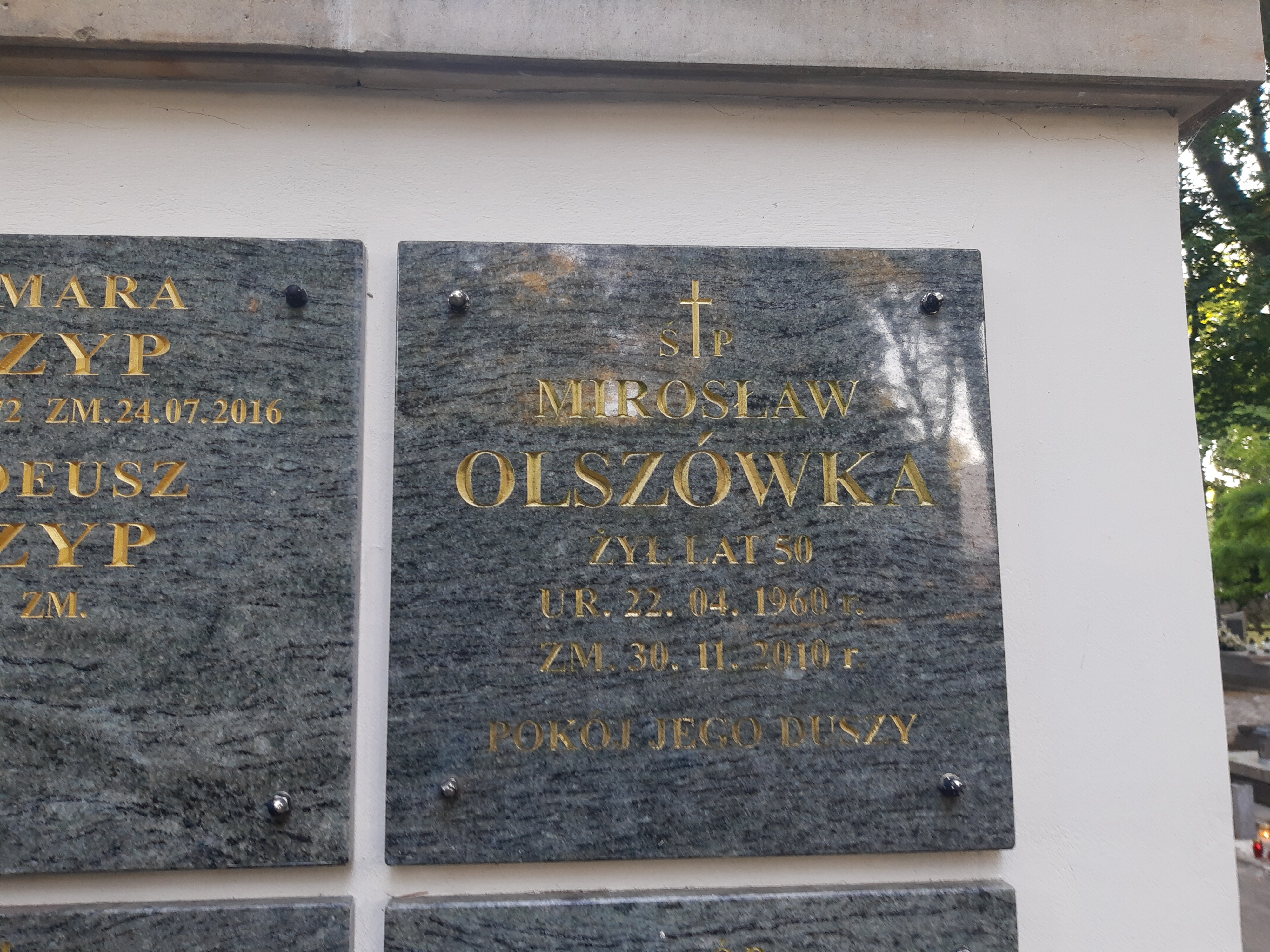
Grób Mirosława Olszówki na cmentarzu przy ul. Lipowej

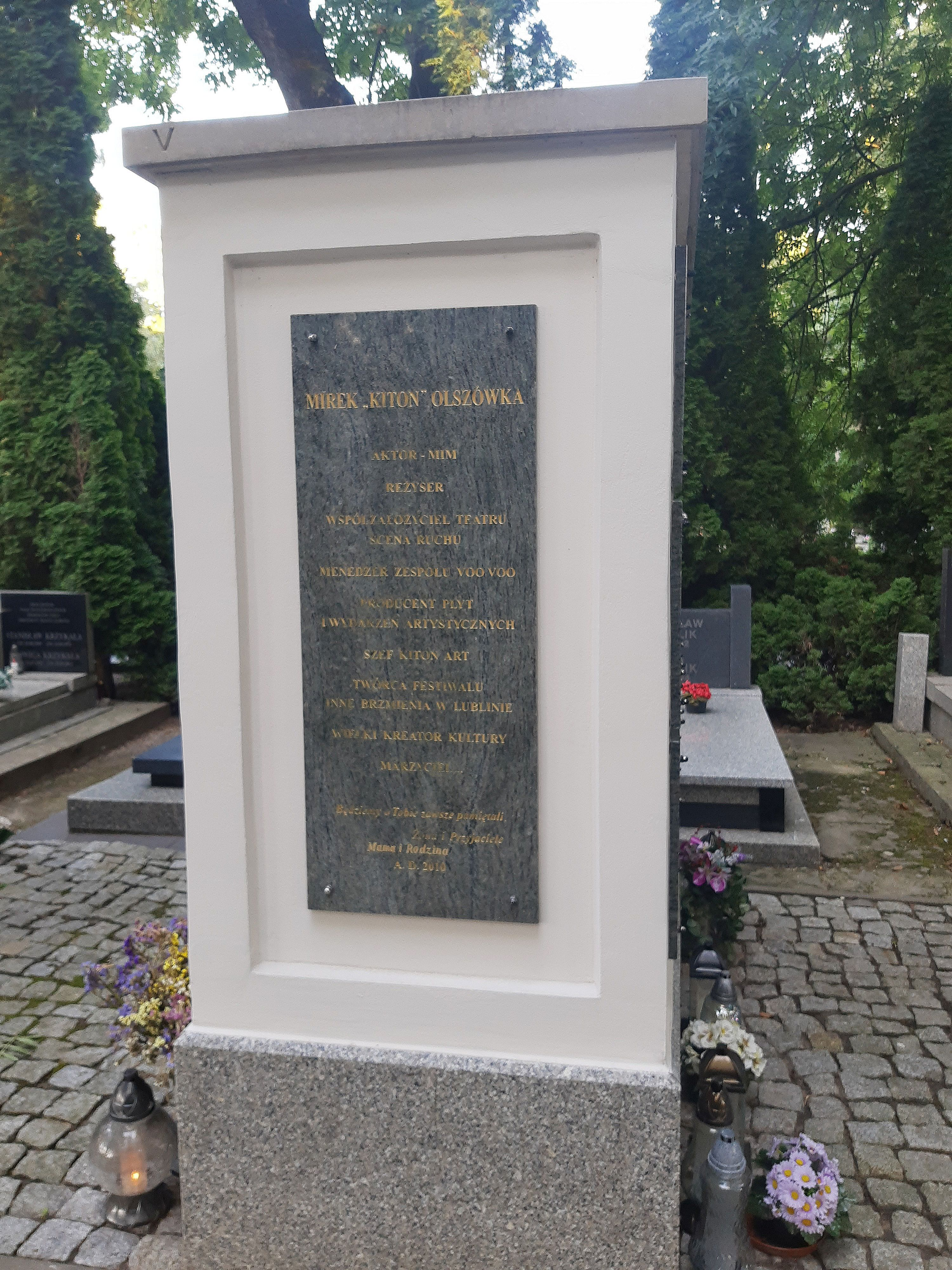
Tablica ku czci Olszówki na kolumbarium cmentarza przy ulicy Lipowej

### Kiton Art
W 2004 roku powstał „Kiton Art Mirosław Olszówka”, firma promocyjno-koncertowa zajmująca się kompleksową produkcją widowisk i koncertów w kraju oraz działaniami i wydawnictwami reklamowo-promocyjnymi związanymi również z promocją Janowca nad Wisłą. Poprzez różne działania wspierała władze samorządowe i mieszkańców, wskazując jako jedyną i nadrzędną drogę rozwoju gminy rozwój kompleksowo pojętej turystyki na tym terenie. Dążyła do zacieśnienia współpracy między Janowcem i Kazimierzem Dolnym, w interesie obydwu gmin. Inicjowała powstanie połączeń obu brzegów Wisły poprzez kolejkę linową, rozwój stanic rzecznych i powrót do pływania tradycyjnymi łodziami jako wyjątkowymi atrakcjami turystycznymi na skalę europejską.

### Stowarzyszenie Janowiec
Od roku 2002 był prezesem „Stowarzyszenia Janowiec” i jego współzałożycielem. Poprzez różne wydawnictwa przybliżał turystom krajowym i zagranicznym małopolski przełom Wisły:
- wydawał kalendarz (2004), pocztówki, foldery, płytę CD z info (2005) i album o Janowcu (2006),
- stworzył własną stronę internetową o Janowcu i okolicach: www.janowiec.com (2004),
- opublikował „KITON 2005” – Kulturalny Informator Turystyczny Okolic Nadwiślańskich, wydawnictwo prasowe i internetowe dla Janowca, Kazimierza Dolnego i Puław,
- wymyślił „Rycerza z Janowca” (zaprezentowany po raz pierwszy w 2004 roku) – tradycyjny miejscowy ręczny wyrób drożdżowy, który stał się symbolem janowieckich festiwali i imprez artystycznych oraz główną nagrodą „Janowieckich Zamkowych Spotkań Kabaretowych” organizowanych przez „Kiton Art” Mirosława Olszówki od roku 2005.

### Festiwal Strefa Inne Brzmienia
Olszówka o Festiwalu:

Myśl, która towarzyszy mi przy powstawaniu tego projektu to – spotkania artystyczne, które oprócz niezwykle ciekawego wielokulturowego procesu twórczego między artystami, jak również Spotkań twórców z publicznością, zostawi trwały ślad w postaci książki z płytą. Zapis CD ze spotkań będzie zarówno świetnym produktem promocyjnym – miast Lublina i Lwowa – jak i zapisem ważnego w kulturze europejskiej wydarzenia artystycznego.

## Teatr, film, telewizja
- 1986 Pierścień i róża – film
- Kalejdoskop – spektakl
- Piopoły – spektakl

## Inne
- album Tytus, Romek i A’Tomek wśród złodziei marzeń – organizacja nagrań
- album Trebunie-Tutki + Voo Voo-nootki Tischner – manager projektu, idea płyty
- album Waglewski&Maleńczuk Koledzy – pomysłodawca, manager projektu, idea płyty